# Curling-Weltmeisterschaft der Damen 1982
Die Curling-Weltmeisterschaft der Damen 1982 (offiziell: World Women’s Curling Championship 1982) war die 4. Austragung der Welttitelkämpfe im Curling der Damen. Das Turnier fand vom 22. bis 27. März des Jahres in der Schweizer Stadt Genf im Patinoire des Vernets statt.
Dänemark setzte sich im Finale gegen die titelverteidigende schwedische Mannschaft durch. Die Däninnen errangen ihren ersten WM-Titel.
Gespielt wurde ein Rundenturnier (Round Robin), was bedeutet, dass Jeder gegen jeden antritt.

## Teilnehmende Nationen
| BR Deutschland                                                                                                | Dänemark | Frankreich | Italien | Kanada |
| --- | --- | --- | --- | --- |
| CC Schwenningen, Schwenningen Skip: Susi Kiesel Third: Gisela Lunz Second: Trudi Benzing Lead: Daniela Kiesel | Hvidovre CC, Hvidovre Fourth: Helena Blach Skip: Marianne Jørgensen Second: Astrid Birnbaum Lead: Jette Olsen               | Mont d’Arbois CC, Megève Fourth: Huguette Julien Third: Agnes Mercier Skip: Paulette Sulpice Lead: Eva Duvillard    | Cortina CC, Cortina d’Ampezzo Skip: Maria-Grazzia Constantini Third: Ann Lacedelli Second: Tea Valt Lead: Angela Constantini | Halifax CC, Halifax Skip: Colleen Jones Third: Kay Smith Second: Monica Jones Lead: Barbara Jones-Gorden            |
| Norwegen | Schottland | Schweden | Schweiz | Vereinigte Staaten                                                                                                  |
| Snarøen CC, Oslo Skip: Trine Trulsen Third: Dordi Nordby Second: Hanne Pettersen Lead: Cathrine Hannevig      | Hamilton & Thornyhill CC, Hamilton Skip: Isobel Torrance Third: Isobel Waddell Second: Marion Armour Lead: Margaret Wiseman | Karlstads CK, Karlstad Skip: Elisabeth Högström Third: Katarina Hultling Second: Birgitta Sewik Lead: Karin Sjögren | Bern Egghölzi Damen CC, Bern Skip: Erika Müller Third: Barbara Meyer Second: Nicole Oetliker Lead: Cristina Wirz             | Oak Park Acorns CC, Oak Park Skip: Ruth Schwenker Third: Stephanie Flynn Second: Donna Purkey Lead: Kathleen Wilson |

## Tabelle der Round Robin
| Schlüssel | Schlüssel                      |
| --------- | ------------------------------ |
|           | Qualifiziert für die Play-offs |
|           | Tie-Breaker                    |

| Platz | Team               | Spiele | Siege | Ndlg. |
| ----- | ------------------ | ------ | ----- | ----- |
| 1.    | Dänemark           | 9      | 7     | 2     |
| 2.    | Schweden           | 9      | 6     | 3     |
| 3.    | Schottland         | 9      | 6     | 3     |
| 4.    | Norwegen           | 9      | 6     | 3     |
| 5.    | Kanada             | 9      | 6     | 3     |
| 6.    | Frankreich         | 9      | 5     | 4     |
| 7.    | Schweiz            | 9      | 4     | 5     |
| 8.    | Vereinigte Staaten | 9      | 2     | 7     |
| 9.    | BR Deutschland     | 9      | 2     | 7     |
| 10.   | Italien            | 9      | 1     | 8     |

## Ergebnisse der Round Robin

### Runde 1
| Begegnung                   | Resultat |
| --------------------------- | -------- |
| Vereinigte Staaten – Kanada | 3:12     |
| Dänemark – Schweden         | 11:5     |
| Norwegen – Schottland       | 8:11     |
| Schweiz – Frankreich        | 4:10     |
| Italien – BR Deutschland    | 7:8      |

### Runde 2
| Begegnung                       | Resultat |
| ------------------------------- | -------- |
| Norwegen – Schweden             | 3:14     |
| Schweiz – BR Deutschland        | 9:8      |
| Vereinigte Staaten – Frankreich | 5:6      |
| Kanada – Italien                | 7:5      |
| Dänemark – Schottland           | 10:7     |

### Runde 3
| Begegnung                     | Resultat |
| ----------------------------- | -------- |
| Frankreich – BR Deutschland   | 10:7     |
| Kanada – Schottland           | 8:7      |
| Dänemark – Italien            | 8:5      |
| Vereinigte Staaten – Schweden | 1:12     |
| Norwegen – Schweiz            | 12:3     |

### Runde 4
| Begegnung                     | Resultat |
| ----------------------------- | -------- |
| Schweiz – Italien             | 14:1     |
| Norwegen – Vereinigte Staaten | 4:7      |
| BR Deutschland – Schweden     | 11:10    |
| Dänemark – Kanada             | 7:13     |
| Schottland – Frankreich       | 1:12     |

### Runde 5
| Begegnung                    | Resultat |
| ---------------------------- | -------- |
| Dänemark – Norwegen          | 4:7      |
| Schweden – Frankreich        | 8:5      |
| Schweiz – Vereinigte Staaten | 13:4     |
| Italien – Schottland         | 0:16     |
| Kanada – BR Deutschland      | 13:6     |

### Runde 6
| Begegnung                    | Resultat |
| ---------------------------- | -------- |
| Schweden – Schottland        | 8:9      |
| Vereinigte Staaten – Italien | 7:9      |
| Frankreich – Kanada          | 6:8      |
| Norwegen – BR Deutschland    | 9:4      |
| Schweiz – Dänemark           | 7:8      |

### Runde 7
| Begegnung                           | Resultat |
| ----------------------------------- | -------- |
| BR Deutschland – Vereinigte Staaten | 7:12     |
| Schottland – Schweiz                | 8:6      |
| Italien – Norwegen                  | 3:7      |
| Frankreich – Dänemark               | 4:14     |
| Schweden – Kanada                   | 6:3      |

### Runde 8
| Begegnung                     | Resultat |
| ----------------------------- | -------- |
| Kanada – Schweiz              | 5:7      |
| Frankreich – Norwegen         | 4:10     |
| Schottland – BR Deutschland   | 10:8     |
| Schweden – Italien            | 6:5      |
| Dänemark – Vereinigte Staaten | 7:5      |

### Runde 9
| Begegnung                       | Resultat |
| ------------------------------- | -------- |
| Italien – Frankreich            | 5:10     |
| BR Deutschland – Dänemark       | 1:10     |
| Schweden – Schweiz              | 12:5     |
| Schottland – Vereinigte Staaten | 5:3      |
| Kanada – Norwegen               | 5:7      |

## Tie-Breaker

### Runde 1
| Begegnung           | Resultat |
| ------------------- | -------- |
| Schottland – Kanada | 8:6      |
| Norwegen – Schweden | 4:6      |

### Runde 2
| Begegnung         | Resultat |
| ----------------- | -------- |
| Kanada – Norwegen | 6:8      |

## Play-off

### Turnierbaum
|  | Halbfinale | Halbfinale | Halbfinale |  |  | Finale | Finale   | Finale |
|  |            |            |            |  |  |        |          |        |
|  |            |            |            |  |  |        |          |        |
|  | 1          | Dänemark   | 4          |  |  |        |          |        |
|  | 4          | Norwegen   | 3          |  |  |        |          |        |
|  |            |            |            |  |  | 1      | Dänemark | 8      |
|  |            |            |            |  |  | 2      | Schweden | 7      |
|  | 2          | Schweden   | 8          |  |  |        |          |        |
|  | 3          | Schottland | 3          |  |  |        |          |        |
|  |            |            |            |  |  |        |          |        |

### Halbfinale
| Begegnung             | Resultat |
| --------------------- | -------- |
| Dänemark – Norwegen   | 4:3      |
| Schweden – Schottland | 8:3      |

### Finale
| Begegnung           | Resultat |
| ------------------- | -------- |
| Dänemark – Schweden | 8:7      |

## Endstand
| Platz | Land               |
| ----- | ------------------ |
| 1     | Dänemark           |
| 2     | Schweden           |
| 3     | Schottland         |
| 4     | Norwegen           |
| 5     | Kanada             |
| 6     | Frankreich         |
| 7     | Schweiz            |
| 8     | Vereinigte Staaten |
| 9     | BR Deutschland     |
| 10    | Italien            |